# Ahmed Vefik Pasha

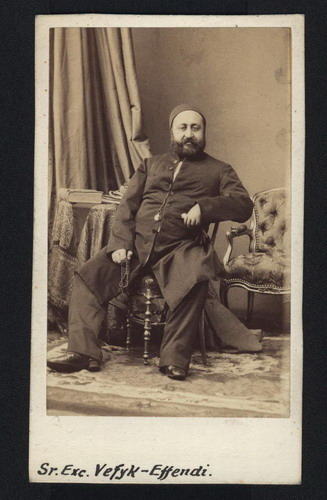
Ahmed Vefik Pasha, 1860.

Ahmed Vefik Pasha, född 3 juli 1823, död 2 april 1891, var en turkisk statsman.
Ahmed Wefik blev 1877 president för den första turkiska deputeradekammaren och generalguvernör i Adrianopel. 1878 var han en kort tid premiärminister och därefter vali i Brussa till 1882. Ahmed Vefik var en framstående representant för den tidigare, mera franskbetonade nyorienteringen i Turkiets andliga liv. Han bearbetade arbeten av Molière, François Fénelon och Voltaire, översatte Friedrich Schiller och William Shakespeare samt utgav ett osmanskt lexikon, Lähdjä-i othmani (2:a upplagan 1889-90).